# Picco Pio XI
Il Picco Pio XI (2282 m s.l.m.) è un rilievo del massiccio del Gran Sasso d'Italia, posto nel territorio della frazione di Intermesoli, all'interno del comune di Pietracamela.
Si può considerare la terza vetta del Pizzo Intermesoli, si eleva tra la Conca del Sambuco, l'ampio circo glaciale che le tre cime  racchiudono, e la Val Maone, su  una cresta che più in basso forma il Picco dei Caprai (1899 m s.l.m.).
Nel 1929 fu intitolata ad Achille Ratti che, prima di diventare Papa Pio XI, era un appassionato alpinista, noto per imprese come la prima salita della parete Est del Monte Rosa e la via italiana del Monte Bianco.
Fino ad allora gli abitanti di Pietracamela lo avevano chiamato il Dito del Diavolo, per la sua forma che ricorda un pollice con il polpastrello arrotondato rivolto verso la Conca del Sambuco e l'unghia a strapiombo sulle sorgenti del Rio Arno nella Val Maone, e per il fatto che fosse frequentemente colpito dai fulmini.
Il primo salitore è stato Ernesto Sivitilli nell’estate del 1923.

## Accesso alla vetta
La cima si può raggiungere seguendo il sentiero che da Pietracamela, passando per il Colle dell'Asino, porta alla base della Conca del Sambuco, qui arrivati si prosegue verso sinistra lasciando il sentiero che conduce verso le altre due vette di Pizzo Intermesoli; si tratta di un percorso che presenta notevoli difficoltà e che dev'essere affrontato da escursionisti esperti.